# وگقومدا
وگقومدا (به اسپانیایی: Vegaquemada) یک شهرستان در اسپانیا است که در استان لئن واقع شده‌است.

## خصوصیات
وگقومدا ۷۲ کیلومترمربع مساحت و ۴۸۸ نفر جمعیت دارد.